# Рикардо Фулър
Рикардо Дуейн Фулър (на английски: Ricardo Dwayne Fuller) е ямайски професионален футболист, централен нападател. Висок е 191 см.
Той е играч на „Стоук Сити“. Фулър преминава в „Стоук“ от „Саутхемптън“ през 2006 г.